# Будинце
Будинце (слч. Budince) насељено је мјесто са административним статусом сеоске општине (слч. obec) у округу Михаловце, у Кошичком крају, Словачка Република.

## Становништво
| Година:    | 1994. | 2004.    | 2014.   | 2024.   |
| ---------- | ----- | -------- | ------- | ------- |
| Број људи: | 182   | 213      | 215     | 233     |
| Разлика:   |       | +17,03 % | +0,93 % | +8,37 % |

| Година:    | 2023. | 2024.   |
| ---------- | ----- | ------- |
| Број људи: | 226   | 233     |
| Разлика:   |       | +3,09 % |

Према подацима о броју становника из 2011. године насеље је имало 222 становника.